# V-30
La autovía V-30 es la vía rápida de circunvalación de la ciudad de Valencia. También permite un acceso rápido al Puerto de Valencia desde la A-7 en su tramo del By-pass de Valencia. Junto con la circunvalación CV-30 o Ronda Norte de Valencia forma el cinturón viario para tráfico local de la ciudad de Valencia y su área metropolitana. Esta cincunvalación de semi-ronda urbana está formada desde el Puerto de Valencia, desde la salida de la V-30 hasta el enlace de la CV-30 (Ronda Norte) y desde ese enlace hasta llegar a la conexión de la ronda norte con la V-21. V-30 (circunvalación sur de Valencia) y CV-30 (circunvalación norte de Valencia).
Está circunvalación V-30 junto con la CV-30 o Ronda Norte de Valencia, rodean la ciudad de Valencia formando una primera circunvalación, hay una segunda circunvalación formada por la A-7 o By-pass de Valencia, que rodea la primera corona del área metropolitana de Valencia.

## Nomenclatura

Indicador

V-30 (circunvalación sur de Valencia) es la nomenclatura oficial de la vía, formada por: V que indica que es una autovía urbana perteneciente a la Red de Carreteras del Estado en el área de Valencia; y 30, ya que es el tercer cinturón completo de la ciudad de Valencia (en la época de su construcción). No obstante, hoy en día existen 4 cinturones interiores: la Ronda Interior, las Grandes Vías, la ronda de Tránsitos y por último los Bulevares o Rondas Periféricas. Esta circunvalación junto con la A-7 (baipás) tramo norte (desde Puzol hasta la A-3) y la V-31 (Pista de Silla), forman la primera autovía de circunvalación de Valencia.
La segunda autovía de circunvalación está formada por el  cinturón del By-pass de Valencia completo, desde Puzol hasta Silla.
El tramo norte del By-pass o A-7, (Puzol hasta el enlace de la V-30 en Paterna), es compartido por los dos itinerarios de circunvalación desde Barcelona hacia Alicante.

## Historia
El origen de la V-30 se remonta a la construcción del Plan Sur que fue finalizado en 1972. En un principio, el recorrido discurría entre el Puerto de Valencia y Cuart de Poblet. Posteriormente fue construido el tramo entre Cuart de Poblet y la Autovía del Mediterráneo, junto al polígono industrial Fuente del Jarro. Su anterior nomenclatura era Autovía N-335, y desde la nueva nomenclatura de 2003 se denomina V-30.

## Trazado actual
Tiene 17 km de longitud. Inicia su recorrido en el enlace con el acceso al puerto (N-335) y la V-15 o CV-500, llamada también Autopista de El Saler. Tiene enlaces con todos los accesos sur y oeste y norte (CV-30) a la ciudad, entre los más importantes desde su inicio se destacan: V-31, CV-400, CV-36, A-3 y CV-30. Su recorrido va paralelo al nuevo cauce del río Turia bordeando la capital y las poblaciones del área metropolitana como: Benetúser, Sedaví, Alfafar, Paiporta, Chirivella, Mislata, Cuart de Poblet, Manises y Paterna. Termina su recorrido en el enlace con la A-7 en su tramo del By-pass de Valencia a la altura del polígono industrial Fuente del Jarro.
Se han presentado proyectos e ideas para el cierre norte de la infraestructura, pero las protestas de algunos ayuntamientos y otras entidades han frenado cualquier iniciativa. La alternativa más cercana a materializarse aprovecharía los márgenes del encauzado barranco del Carraixet.

## Recorrido
| Velocidad | Esquema | Salida | Sentido Paterna (descendente)                                          | Sentido Puerto (ascendente)                                                      | Carretera          | Notas |
| --------- | ------- | ------ | ---------------------------------------------------------------------- | -------------------------------------------------------------------------------- | ------------------ | ----- |
|           |         |        | Comienzo de la Circunvalación de Valencia                              | Fin de la Circunvalación de Valencia                                             | Puerto de Valencia |       |
|           |         |        | Salida del Puerto de Valencia                                          | Aduana de acceso al Puerto de Valencia Excepto Autorizados                       |                    |       |
|           |         | 0AB    |                                                                        | Valencia - El Saler Pinedo                                                       | CV-500 CV-5010     |       |
|           |         | 1      | Castellar - El Oliveral Mercavalencia                                  | Castellar - El Oliveral Mercavalencia                                            |                    |       |
|           |         | 2AB    | Valencia Alicante - Albacete                                           | Valencia Alicante - Albacete                                                     | V-31               |       |
|           |         | 3B     | Camino de Malilla                                                      | Horno de Alcedo                                                                  |                    |       |
|           |         | 4      | Valencia Calle José Soto Micó                                          | La Torre                                                                         |                    |       |
|           |         | 6      | Valencia Calle San Vicente Mártir Benetúser - Catarroja                | Valencia Calle San Vicente Mártir Benetúser - Catarroja                          | CV-400             |       |
|           |         | 7AB    | Valencia Calle Archiduque Carlos Torrente                              | Valencia Calle Archiduque Carlos Torrente                                        | CV-36              |       |
|           |         | 9      | Avenida Tres Forques Avenida del Cid Centro Comercial                  | A-3 Chirivella Mislata Cuart de Poblet Madrid - Aeropuerto                       | A-3 E-901          |       |
|           |         | 11     | Ademuz - Liria Paterna - Feria de Muestras Ronda norte                 | Mislata - Cuart de Poblet Ademuz - Liria Paterna - Feria de Muestras Ronda norte | CV-35 CV-31 CV-30  |       |
|           |         | 12     | Paterna Manises                                                        | Paterna Manises                                                                  | CV-371             |       |
|           |         | 14     | Paterna - Feria de Muestras - Polígono industrial Manises - Aeropuerto | Paterna - Feria de Muestras - Polígono industrial Manises - Aeropuerto           | CV-365 N-220 V-11  |       |
|           |         | 16     | Alicante - Madrid Castellón - Barcelona                                | Alicante - Madrid Castellón - Barcelona                                          | A-7 E-15           |       |

Esta autovía V-30 junto con la autovía V-31, pueden servir como circunvalación alternativa al tramo sur de la circunvalación A-7 (By-pass de Valencia) (tramo A-3 hasta Silla) evitando también que el tráfico procedente de Barcelona, Castellón y Teruel como el procedente de Alicante y Albacete tengan la necesidad de atravesar la ciudad de Valencia.